# Насирец
Насирец (словен. Nasirec, итал. Nazire) је насељено место у општини Хрпеље-Козина, Обално-крашка регија, Словенија.

## Историја
До територијалне реорганизације у Словенији био је у саставу старе општине Сежана.

## Становништво
У попису становништва из 2011. године, Насирец је имао 68 становника.
| Број становника према пописима | Број становника према пописима | Број становника према пописима |
| ------------------------------ | ------------------------------ | ------------------------------ |
| 1991                           | 2002                           | 2011                           |
| 63                             | 66                             | 68                             |

Напомена: Године 2010. повећана за делове насеља Крвави Поток и Михеле.